# Non so più cosa fare
Non so più cosa fare è il secondo singolo di Adriano Celentano da Facciamo finta che sia vero, entrato nelle stazioni radiofoniche il 2 dicembre 2011.

## Descrizione
La canzone è stata scritta da Adriano Celentano per il testo e da Manu Chao per la musica.
Alla registrazione del brano hanno partecipato Jovanotti, Franco Battiato e Giuliano Sangiorgi.